# Wolny obóz Abwehry w Wustrau
Wolny obóz Abwehry w Wustrau (niem. Abwehr Freilager in Wustrau) - obóz Abwehry podczas II wojny światowej
Obóz został utworzony w 1942 r. w Wustrau z inicjatywy Ministerstwa Propagandy Josepha Goebbelsa. Wkrótce przeszedł w podległość Ministerstwa Rzeszy do Spraw Okupowanych Terytoriów Wschodnich Alfreda Rosenberga. Funkcję komendanta pełnił Niemiec Rau. Obóz składał się z 23 budynków (baraków), w tym kotłowni, pralni i drukarni, w której wydawano organ prasowy obozowej administracji pt. "Наши дни". Lager pełnił rolę organu zbiorczego dla propagandystów przybyłych z innych obozów. Kursanci mieli prawo swobodnego wychodzenia z obozu i poruszania się po okolicy. Podzielono ich według narodowości na 4 grupy: rosyjską, ukraińską, białoruską i kaukaską. Dalszy podział odbywał się zgodnie ze specjalnościami: propagandyści, lekarze, policjanci i ekonomiści. Po ukończeniu szkoleń kursanci byli kierowani głównie na okupowane tereny ZSRR, gdzie pracowali w strukturach administracji niemieckiej. Większość z nich prowadziła antysowiecką propagandę w obozach jenieckich dla żołnierzy Armii Czerwonej. Pozostali działali wśród "wschodnich" robotników przymusowych w Rzeszy. W lutym 1945 r. obóz został przeniesiony w głąb Rzeszy. Grupa rosyjska trafiła do Minden, kaukaska w rejon Stuttgartu, zaś ukraińska nad granicę z Holandią.